# Chwytnica kolorowa
Chwytnica kolorowa, rzekotka czerwonooka, chwytnica czerwonooka (Agalychnis callidryas) – gatunek płaza bezogonowego z podrodziny Phyllomedusinae w rodzinie rzekotkowatych (Hylidae). 

## Zasięg występowania
Zamieszkuje Amerykę Centralną oraz skrajnie północno-zachodnią część Ameryki Południowej – od południowego Meksyku do zachodniej Kolumbii. Izolowana populacja zamieszkuje ogród botaniczny w Cartagenie w północno-zachodniej Kolumbii.

## Budowa ciała
Osiąga 5 cm długości. Tułów jest smukły, nogi cienkie, palce zakończone są przylgami. Oczy nieproporcjonalnie duże, silnie wystające, źrenice pionowo eliptyczne.
Ubarwienie grzbietu zielone z jasnymi smugami, boki tułowia i boczne powierzchnie tylnych kończyn lazurowoniebieskie z jasnożółtymi, poprzecznymi paskami zachodzącymi na skraj żuchwy. Palce kończyn pomarańczowe, brzuch różowy. Tęczówki oczu czerwone, otoczone wąski czarnym paskiem; źrenice czarne.

## Biologia i ekologia
Prowadzi ściśle nadrzewny tryb życia. Skrzek składa do zwijanych przez siebie liści drzew.